# عین حجر (استان سطیف)
عین حجر (استان سطیف) (به عربی: عین الحجر) یک شهرداری در الجزایر است که در استان سطیف واقع شده‌است.